# تورچین، شهرستان گرجوو
تورچین، شهرستان گرجوو (به لاتین: Turczyn, Grajewo County) یک منطقهٔ مسکونی در لهستان است که در Gmina Rajgród واقع شده‌است.